# Saint-Martin-de-Bienfaite-la-Cressonnière
Saint-Martin-de-Bienfaite-la-Cressonnière è un comune francese di 498 abitanti situato nel dipartimento del Calvados nella regione della Normandia.

## Società

### Evoluzione demografica
Abitanti censiti